# Sainte-Maure
 Sainte-Maure  es una población y comuna francesa, en la región de Champaña-Ardenas, departamento de Aube, en el distrito de Troyes y cantón de Troyes-2.

## Demografía
| 665 | 706 | 1003 | 1178 | 1218 | 1211 |
| Para los censos de 1962 a 1999 la población legal corresponde a la población sin duplicidades (Fuente: INSEE [Consultar]) |     |      |      |      |      |